# 圣欧班莱福日
圣欧班莱福日（法語：Saint-Aubin-les-Forges，法語發音：[sɛ̃.t‿obɛ̃ le fɔʁʒ]）是法国涅夫勒省的一个市镇，位于该省西部，属于卢瓦尔河畔科讷库尔区。

## 地理
圣欧班莱福日（47°8'27"N, 3°12'6"E）面积26.34 平方千米，位于法国勃艮第-弗朗什-孔泰大區涅夫勒省，该省份为法国中部省份，北至约讷省，西北接卢瓦雷省，西接谢尔省，南至阿列省，东南接索恩-卢瓦尔省，东临科多尔省。
与圣欧班莱福日接壤的市镇（或旧市镇、城区）包括：米尔兰、博蒙拉费里耶尔、绍尔涅、盖里尼、帕里尼莱沃、普瓦瑟、拉沃。

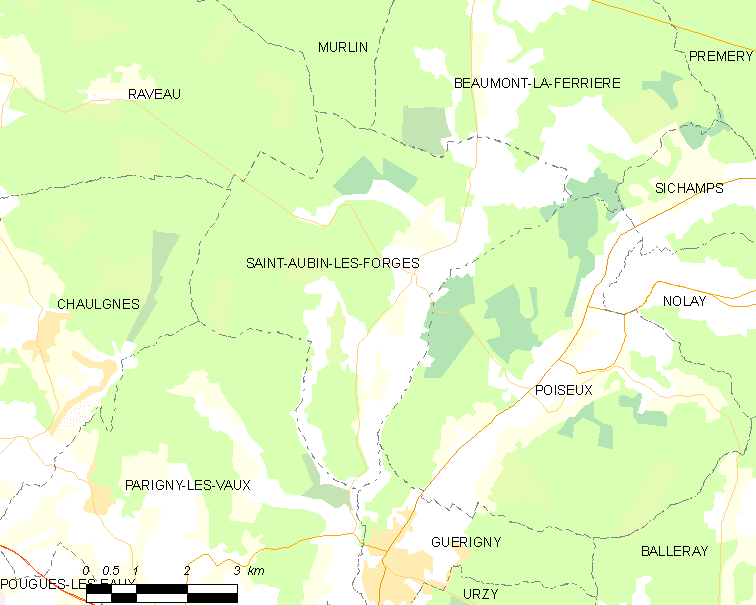
圣欧班莱福日的OSM定位图

圣欧班莱福日的时区为UTC+01:00、UTC+02:00（夏令时）。

## 行政
圣欧班莱福日的邮政编码为58130，INSEE市镇编码为58231。

## 政治
圣欧班莱福日所属的省级选区为卢瓦尔河畔拉沙里泰县。

## 人口

1962-2008年间圣欧班莱福日人口变化图示

圣欧班莱福日于2022年1月1日时的人口数量为379人。